# Munir Neto
 Munir Francisco  (Volta Redonda, 20 de outubro de 1963), mais conhecido como Munir Neto, é um comerciante e político brasileiro. Atualmente é deputado estadual pelo PSD. É irmão do prefeito de Volta Redonda, Antônio Francisco Neto.
Nas eleições de 2018 concorreu ao cargo de deputado estadual pela primeira vez pelo PTB e recebeu 18.719 votos, não sendo eleito. 
Nas eleições de 2022 concorre novamente ao cargo de deputado estadual, desta vez pelo PSD e foi eleito com 35.677 votos. 